# むさし野ジュニア合唱団『風』
むさし野ジュニア合唱団「風」（むさしのじゅにあがっしょうだん Musashino Junior Gasshoudan "KAZE"）は、東京都武蔵野市を中心に活動する日本の児童合唱団である。

## 概要
1998年4月1日に日本の教育者、前田美子によって設立。年に1回の定期演奏会をはじめ、レコーディング、ジョイントコンサートへの参加、イベントへの招待演奏、市内の高齢者施設および保育園・幼稚園への訪問演奏を行っている。
小学生～大学生までの年齢層による児童合唱団。武蔵野市在住の団員が中心だが、武蔵野市民でなくても入団できる。主な練習会場は、武蔵野市立第五小学校（武蔵野市関前3丁目）、武蔵野市立千川小学校（武蔵野市八幡町3丁目）、武蔵野市民会館（武蔵境駅前）。

## 歴史
- 1998年
  - 4月1日 - 前田美子が武蔵野市立第五小学校を定年退職後、主宰として指導を始める。
- 2018年
  - 3月25日　島根県の「グラントワ ジュニア・コーラス フェスティバル 2018」にゲスト出演
  - 5月3日 　21世紀の合唱を考える会 合唱人集団「音楽樹」主催「Tokyo Cantat 2018」出演
  - 5月13日 　創団20周年記念　第19回定期演奏会
- 2019年
  - 3月3日　武蔵野市教育委員会・武蔵野市青少年コーラスジョイントコンサート運営委員会主催「第37回武蔵野市青少年コーラスジョイントコンサート」出演
  - 4月21日　第20回定期演奏会（三鷹市公会堂光のホール）[4]
  - 5月3日 　21世紀の合唱を考える会 合唱人集団「音楽樹」主催「Tokyo Cantat 2019　やまとうたの血脈10『あの日から未来へ～3.11に寄せて～』」出演
  - 5月9日　第21回定期演奏会（武蔵野市民文化会館大ホール・無観客にて開催）関係者にのみweb配信された[5]
  - 5月16日 　武蔵野市民文化会館でのウィーン少年少女合唱団コンサートにてアンコール共演
- 2022年
  - 5月8日　第22回定期演奏会（武蔵野市民文化会館大ホール）
  - 11月3日　武蔵野市 市制施行75周年記念事業 出演
- 2023年
  - 3月12日　武蔵野市教育委員会・武蔵野市青少年コーラスジョイントコンサート運営委員会主催「第38回武蔵野市青少年コーラスジョイントコンサート」出演
  - 5月4日 　21世紀の合唱を考える会 合唱人集団「音楽樹」主催「Tokyo Cantat 2023」出演/蓬莱泰三作詞・三善晃作曲「こどものための合唱組曲『オデコのこいつ』」[6]

## 主な関係者
- 前田美子 - 日本の教育者・むさし野ジュニア合唱団「風」主宰
- 横山潤子 - 作曲家
- 氏家晋也 - 作曲家